# Perschling
Perschling (-2015: Weißenkirchen an der Perschling) là một đô thị thuộc huyện Sankt Pölten-Land trong bang Niederösterreich, Áo.